# Hatten Baratli
Hatten Baratli (Gedda, 9 gennaio 1991) è un ex calciatore tunisino, di ruolo centrocampista.